# Deutsche ATSB-Fußballmeisterschaft 1919/20
Die deutsche ATSB-Fußballmeisterschaft 1920 war die erste vom Arbeiter-Turn- und Sportbund ausgerichtete deutsche Meisterschaft im Fußball. Sieger wurde der TSV 1895 Fürth.

## Modus und Teilnehmer
Die 14 ATSB-Kreismeister ermittelten in vier regionalen Endrunden die Teilnehmer an der Finalrunde. Gespielt wurde im K.-o.-System.
| Nordwestdeutschland - Komet Groß-Flottbek - FT Hannover-Kleefeld - TSV Unterbarmen - TSG Waldau | Mitteldeutschland - Wacker Braunschweig - Dresdner SV 10 - TV Glashütte Jena | Ostdeutschland - FT Wilmersdorf - Wacker Görlitz-Nord - FT Stettin-Nemitz | Süddeutschland - TV Durlach - FT Bornheim - TSV 1895 Fürth - TK Untertürkheim |

Die FT Wilmersdorf wurde während des Wettbewerbs ausgeschlossen und durch den TuS Süden Forst ersetzt.

## Verbandsmeisterschaften

### Nordwest
Halbfinale
| Datum        |                      | Ergebnis  |                     | Austragungsort              |
| ------------ | -------------------- | --------- | ------------------- | --------------------------- |
| 16. Mai 1920 | FT Hannover-Kleefeld | 2:1 (1:1) | Komet Groß-Flottbek | Bremen                      |
| 16. Mai 1920 | TSG Waldau           | 5:3       | TSV Unterbarmen     | Kassel, Platz in der Voraue |

Finale
| Datum        |            | Ergebnis  |                      | Austragungsort |
| ------------ | ---------- | --------- | -------------------- | -------------- |
| 23. Mai 1920 | TSG Waldau | 2:1 (2:1) | FT Hannover-Kleefeld | Bielefeld      |

### Mitte
Halbfinale
| Datum       |                | Ergebnis  |                     | Austragungsort                        |
| ----------- | -------------- | --------- | ------------------- | ------------------------------------- |
| 9. Mai 1920 | Dresdner SV 10 | 4:3 (3:0) | Wacker Braunschweig | Leipzig-Connewitz, Sportfreunde-Platz |

Der TV Glashütte Jena hatte im Halbfinale ein Freilos.
Finale
| Datum        |                   | Ergebnis  |                | Austragungsort |
| ------------ | ----------------- | --------- | -------------- | -------------- |
| 30. Mai 1920 | TV Glashütte Jena | 1:4 (0:3) | Dresdner SV 10 | Jena           |

### Ost
Halbfinale
| Datum       |                   | Ergebnis  |                | Austragungsort    |
| ----------- | ----------------- | --------- | -------------- | ----------------- |
| 9. Mai 1920 | FT Stettin-Nemitz | 0:6 (0:4) | FT Wilmersdorf | Stettin, FT-Platz |

Wacker Görlitz-Nord hatte im Halbfinale ein Freilos.
Finale
| Datum        |                | Ergebnis  |                     | Austragungsort                                 |
| ------------ | -------------- | --------- | ------------------- | ---------------------------------------------- |
| 30. Mai 1920 | FT Wilmersdorf | 6:1 (2:1) | Wacker Görlitz-Nord | Berlin-Mariendorf, Sportplatz Markgrafenstraße |

Am Tag nach dem ostdeutschen Finale gab der ATSB einem Protest des TuS Süden Forst gegen die Kreismeisterschaft der FT Wilmersdorf statt und erklärte Forst nachträglich zum märkischen Kreismeister und zum ostdeutschen Meister.

### Süd
Halbfinale
| Datum        |                  | Ergebnis  |                | Austragungsort                       |
| ------------ | ---------------- | --------- | -------------- | ------------------------------------ |
| 9. Mai 1920  | FT Bornheim      | 3:7 (2:3) | TSV 1895 Fürth | Offenbach, FT-Platz Rosenhöhe        |
| 16. Mai 1920 | TK Untertürkheim | 6:1 (3:1) | TV Durlach     | Stuttgart-Feuerbach, Platz des TB 98 |

Finale
| Datum        |                | Ergebnis  |                  | Austragungsort |
| ------------ | -------------- | --------- | ---------------- | -------------- |
| 30. Mai 1920 | TSV 1895 Fürth | 9:0 (3:0) | TK Untertürkheim | Nürnberg       |

## Endrunde um die Bundesmeisterschaft
Halbfinale
| Datum         |                | Ergebnis  |                 | Austragungsort    |
| ------------- | -------------- | --------- | --------------- | ----------------- |
| 20. Juni 1920 | TSG Waldau     | 1:5 (0:2) | TuS Süden Forst | Kassel, TSV-Platz |
| 4. Juli 1920  | Dresdner SV 10 | 2:3       | TSV 1895 Fürth  | Dresden           |

Finale
| Datum         |                | Ergebnis  |                 | Austragungsort                               |
| ------------- | -------------- | --------- | --------------- | -------------------------------------------- |
| 11. Juli 1920 | TSV 1895 Fürth | 3:2 (0:0) | TuS Süden Forst | Leipzig-Lindenau, Sportplatz Demmeringstraße |